# (33945) 2000 MR
2000 أم أر (ويعرف أيضًا باسم (33945) 2000 أم أر وفق تسمية الكوكب الصغير) (بالإنجليزية: 2000 MR)‏؛ هو كويكب ضمن حزام الكويكبات.
اكتُشف هذا الجُرم الفلكي بواسطة تعقب الأجرام القريبة من الأرض في 24 يونيو 2000، وترتيبه 33945 من حيث الاكتشاف.

## الوصف
اكتُشف 339452000MR في 24 يونيو 2000 في مرصد هاليكالا، الواقع في هاليكالا، هاواي في الولايات المتحدة، بواسطة مشروع تعقب الأجرام القريبة من الأرض (بالإنجليزية: Near-Earth Asteroid Tracking)‏ NEAT. وقد رصد المشروع 859 مشاهدة للكويكب إلى غاية 5 فبراير 2022 بتوقيت منطقة المحيط الهادئ، أي في مدة قدرها 11,596 يومًا (31.8 عام). تستغرق الفترة المدارية للكويكب 1,220 يومًا (3.3 عام).

## الخصائص المدارية
يتميز مدار هذا الكويكب بنصف محور رئيسي يبلغ 2.23 وحدة فلكية، وحضيض قدره 1.85 وحدة فلكية، وانحراف قدره 0.171 وزاوية ميلان 27.1 درجة بالنسبة لمسار الشمس. بسبب هذه الخصائص، أي نصف المحور الرئيسي بين 2 و3.2 وحدة فلكية وحضيض أكبر من 1,666 وحدة فلكية، يُصنف هذا الجُرم الفلكي وفقًا لقاعدة بيانات مختبر الدفع النفاث لأجرام النظام الشمسي الصغيرة كائنًا من حزام الكويكبات الرئيسي.

## الخصائص الفيزيائية
يُقدر القدر المطلق (H) لـ339452000MR بـ15.14 ووضاءته بـ0.281، مما يمكِّن تقدير قطره بـ 2.878كم. استُخلصت هذه النتائج بفضل ملاحظات مستكشف الأشعة تحت الحمراء عريض المجال (WISE)، وهو مرصد فضائي أمريكي وُضع في المدار في عام 2009 ويراقب السماء بأكملها بالأشعة تحت الحمراء، في عام 2011، نُشرت النتائج الأولى المتعلقة بالكويكبات من الحزام الرئيسي.

## وصلات خارجية
- (33945) 2000 MR في قاعدة بيانات مختبر الدفع النفاث لأجرام النظام الشمسي الصغيرة

- الاكتشاف · مخطط المدار ·  العناصر المدارية · المعلمات المادية

- (33945) 2000 MR على موقع ويكي سكاي: DSS2, SDSS, GALEX, IRAS, Hydrogen α, X-Ray, Astrophoto, Sky Map, Articles and images